# Юниверсити (гора, Аляска)
Юниверсити (англ. University Peak) — гора на Аляске в составе гор Святого Ильи. Юниверсити — семнадцатая по высоте вершина Аляски и одна из пятидесяти высочайших вершин Соединённых Штатов Америки. Юниверсити можно считать частью горы Бона, однако она гораздо круче и покорить её сложнее.
Пик был назван Террисом Муром во время первого восхождения на гору Бона; названа гора в честь университета Аляски.

## Восхождение
Первое восхождение на Юниверсити было осуществлено в 1955 году через северный хребет. Руководил группой Кит Харт из университета Аляски. Сама группа состояла из пяти человек: Гибсона Рейнольдса (Колумбийский университет), Леона Блумера (Сидней), Тима Келли (Вашингтонский университет), Шелдона Брукса (Тихоокеанский лютеранский университет) и Нормана Сандерса (также из университета Аляски). Альпинисты начали восхождение у подножия ледника Хокинс и поднялись на высоту примерно 3 000 метров в западной части хребта. С тех пор именно этот маршрут рекомендуется использовать всем альпинистам, желающим покорить Юниверсити, однако на этом маршруте существует риск схода лавины. Категория сложности этого маршрута — Аляска 2+.
Гораздо труднее маршрут (Аляска 5) по восточной части Юниверсити (от ледника Барнард); первыми по этому маршруту успешно прошли Карлос Булер и Чарли Сассара в 1997 году.